# Nejvýznamnější památné stromy České republiky

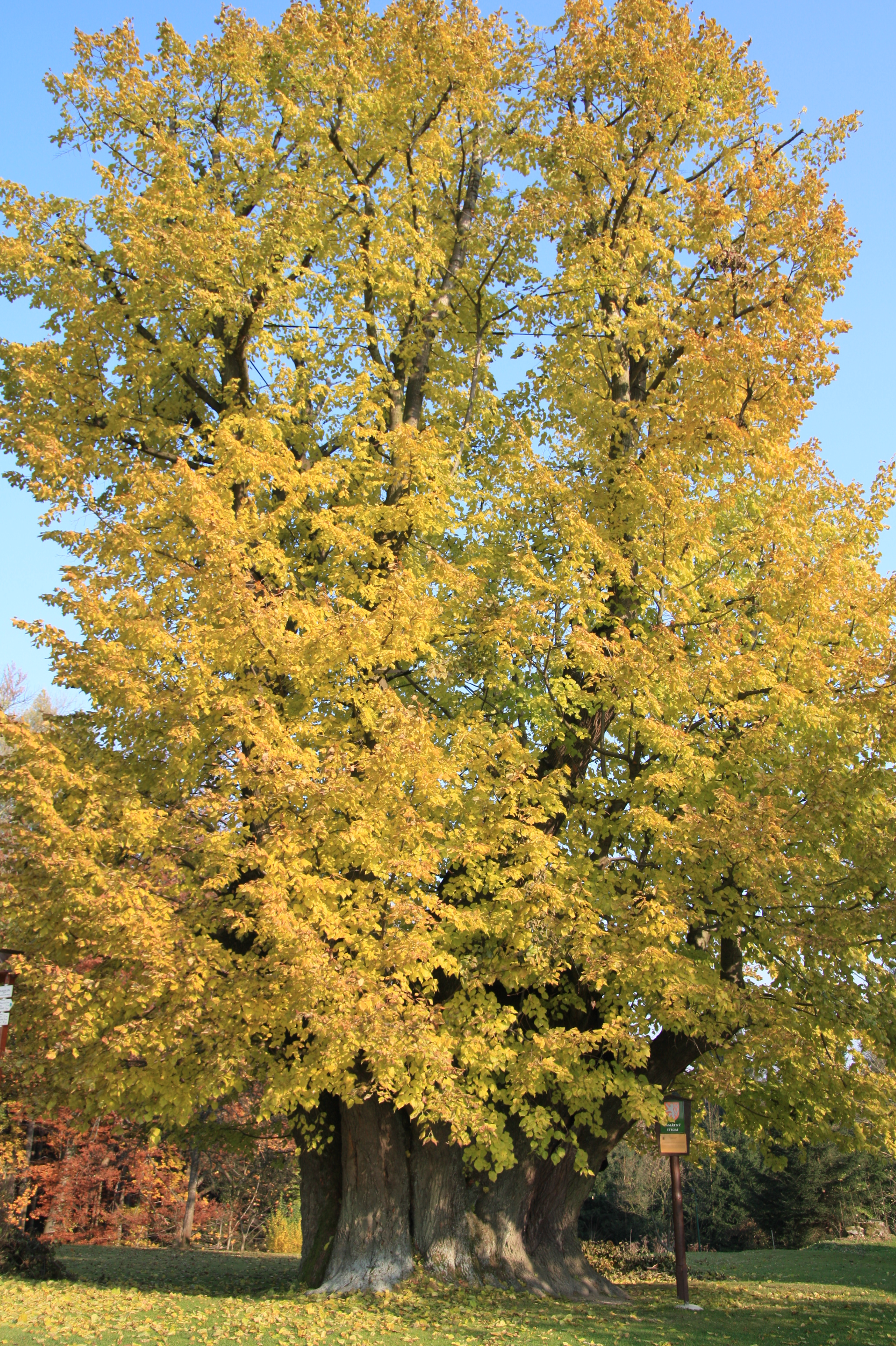
Vejdova lipa, nejmohutnější památný strom České republiky

Mezi hlavní kritéria pro vyhlášení památného stromu patří stáří a vzrůst. Stromy, které se v těchto ohledech řadí na čelné příčky, jsou názornou ukázkou věku a rozměrů, jakých mohou jednotlivé druhy v optimálních podmínkách dosáhnout.

## Stáří
Věk nejstarších stromů je velmi obtížné určovat. K jeho určení se používá řada metod, ale v mnoha případech nemusí žádná poskytnout dostatečně přesný výsledek:
- podle letokruhů (po poražení stromu či navrtáním)
- podle obvodu kmene (s ohledem na stanoviště)
- podle historických záznamů

Určování stáří podle počtu letokruhů často komplikuje přítomnost dutin. V takovém případě je možné dopočítat, kolik letokruhů mohla zetlelá část kmene nést (podle zachovalé části). Tímto postupem bylo zjištěno stáří např. u Třeboňského hlohu:
„Letokruhovou analýzou, kterou provedl Dr. Petr Pokorný z Botanického ústavu AV ČR v Třeboni, bylo zjištěno, že je více než 200 let starý! Speciálním dutým vrtákem byl z nitra kmene odebrán tenký sloupeček dřeva a mikroskopicky byl určen počet letokruhů. ... Vykotlaný kmen hlohu před námi však neumožnil přímé stanovení let, ale bylo nutno je dopočítat ze známé tloušťky kmene pomocích nejstarších větví. Je tedy jeho věk 200 – 210 let, stanovený s přesností na 10 let.“ (informační tabule stromu).
Odhad věku na základě obvodu kmene se určuje s ohledem na příslušný druh a případně stanoviště, na kterém se strom nachází. Tuto metodu nelze využít u stromů, kde původní kmen zcela chybí. To je typické pro lípy, které mohou původní kmen nahradit srostlicí výmladků, jako např. Tatrovická lípa, Jemčinská lípa, Kamenická lípa a snad i Vejdova lípa. Běžné jsou i případy, kdy se výmladky (či pozůstatky adventivních kořenů) oddělí a rostou samostatně dál, jako u Bzenecké lípy. Jinou komplikaci znamenají stromy se silně atypickým růstem. Příkladem mohou být extrémy některých šumavských smrků, třeba 280 let starý smrk s průměrem kmene 30 centimetrů, nebo 513 let starý exemplář s pouze 67 centimetrů širokým kmenem z Boubínského pralesa. Určité zkreslení vnášejí i případy, kdy byl odhad proveden před mnoha desítkami let a dále jen opisován bez příslušné korekce.
Z těchto důvodů je třeba brát níže uvedený seznam jako orientační. Seznam obsahuje památné stromy starší než 700 let:

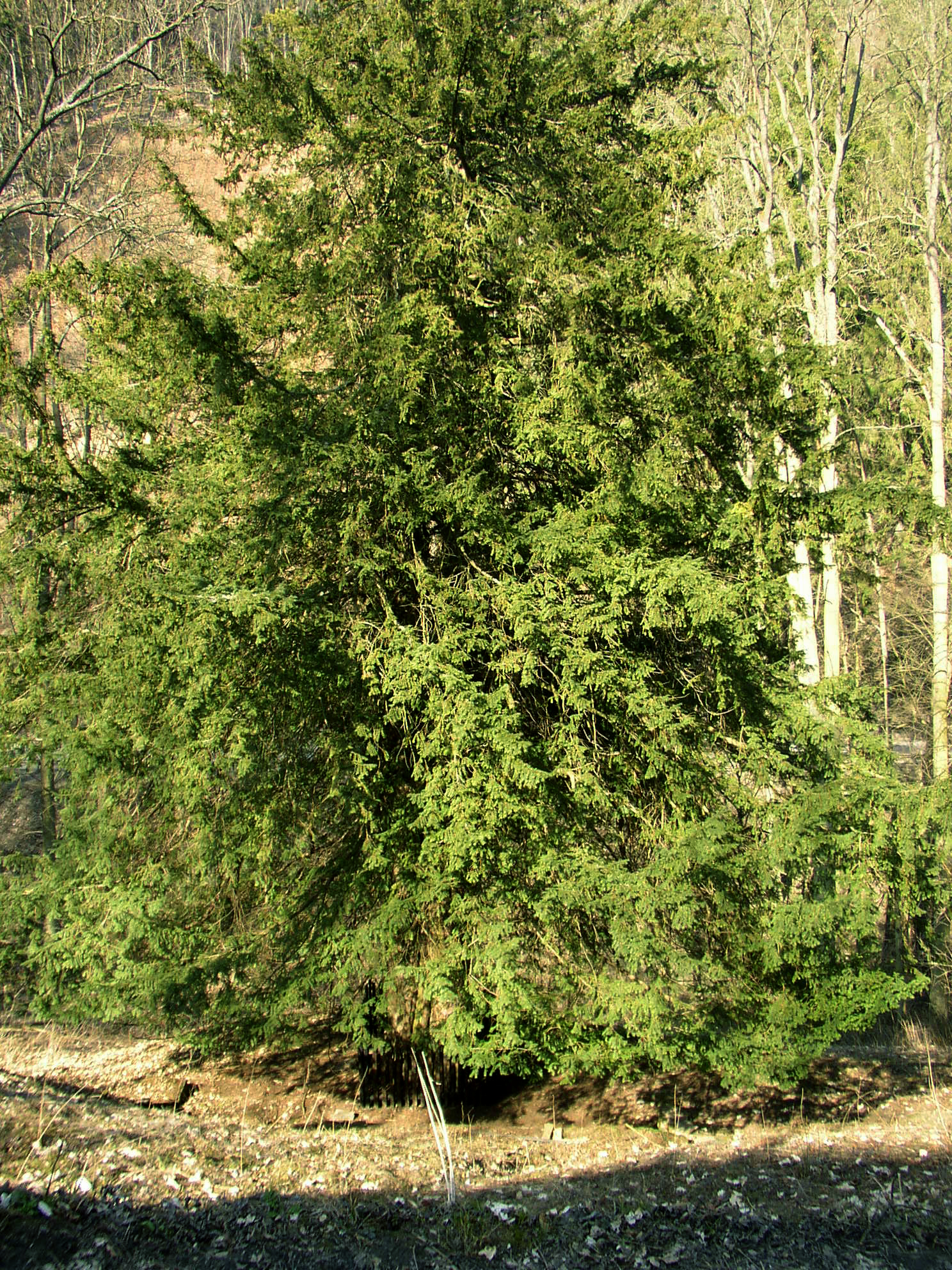
Pernštejnský tis (přes 1000 let)

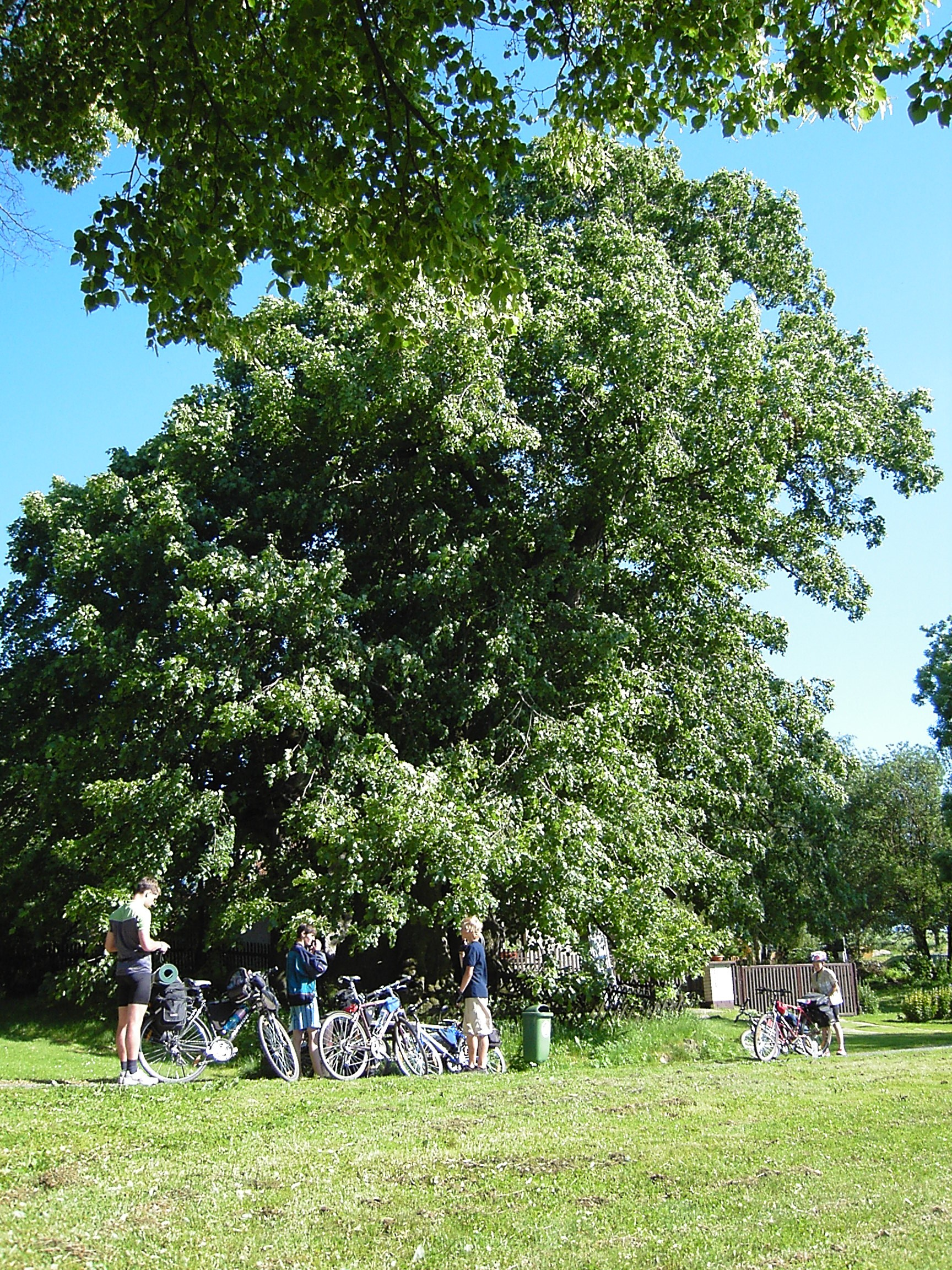
Klokočovská lípa (1000 let)

| název stromu                   | věk           | obvod     | poznámka |
| ------------------------------ | ------------- | --------- | --- |
| Vilémovický tis                | 1500–2000 let | 360 cm    | – |
| Tis v Krompachu                | 1000–2000 let | 465 cm    | ~445 let (podle analýzy Jaroslava Hofmana z roku 1967 byl tis zasazen až kolem roku 1580)                     |
| Pernštejnský tis               | >1000 let     | 455 cm    | – |
| Klokočovská lípa               | 1000 let      | 888 cm    | – |
| Oldřichův dub                  | 1000 let      | 760 cm    | podle pověsti, pravděpodobně méně                                                                             |
| Žižkův dub v Náměšti           | 900–1100 let  | 1010 cm   | – |
| Goethův dub                    | 800–1000 let  | 1040 cm   | zanikl asi koncem 90. let                                                                                     |
| Tisíciletá lípa ve St. Lysé    | 800–1000 let  | 657 cm    | podle jiných odhadů ~500 let                                                                                  |
| Bzenecká lípa                  | 900 let       | –         | nemá původní kmen                                                                                             |
| Petrohradský dub               | 900 let       | 900 cm    | – |
| Svatováclavský dub             | 700–1100 let  | 850 cm    | podle pověsti, pravděpodobně méně                                                                             |
| Tisíciletá lípa v Kotli        | 870–950 let   | 970 cm    | podle jiných odhadů 350–450 let                                                                               |
| Běleňská lípa                  | 850 let       | 570, 1250 | ○ 1250 cm do roku 1951                                                                                        |
| Praskoleská lípa               | 800 let       | 900 cm    | podle jiných odhadů ~500 let                                                                                  |
| Tatobitská lípa                | 800 let       | 866 cm    | podle jiných odhadů ~500 let                                                                                  |
| Lípa v Lipce                   | 800 let       | 870 cm    | podle jiných odhadů ~600 let                                                                                  |
| Žeberská lípa                  | 700–900 let   | 770 cm    | teprve roku 2010 vyhlášena jako památný strom                                                                 |
| Kamenická lípa                 | 700–900 let   | 560 cm    | torzo původního kmene                                                                                         |
| Vejdova lípa                   | 700–800 let   | 1225 cm   | podle jiných odhadů ~600 let                                                                                  |
| Husova lípa                    | 750 let       | 957 cm    | – |
| Rodvínovský dub                | 740 let       | 530 cm    | pravděpodobně mladší                                                                                          |
| Žižkův dub v Podhradí          | 600–800 let   | 900 cm    | – |
| Mladějovická lípa              | >700 let      | 905 cm    | podle jiných odhadů ~350 let                                                                                  |
| Cisterciácká lípa              | 700 let       | 718 cm    | – |
| Körnerův dub                   | 700 let       | 887 cm    | – |
| Souš smrku nad Plešným jezerem | 635 let       | -         | napočítáno 623 let na řezu, ale strom musel být o více než deset let starší, průměr 58 cm, uhynul v roce 1994 |

### Nejstarší památné stromy podle okresů
Protože stáří většiny stromů není z výše uvedených důvodů možné přesně určit, je seznam jen orientační (odhady věku pocházejí z různých období a od různých autorit).
| okres          | název stromu       | věk          | poznámka                         |
| -------------- | ------------------ | ------------ | -------------------------------- |
| Český Krumlov  | Cisterciácká lípa  | 700 let      | nejstarší strom CHKO Blanský les |
| Hradec Králové | Popovický dub      | 600–900 let  | –                                |
| Cheb           | Lubská lípa        | 400 let      | –                                |
| Chomutov       | Žeberská lípa      | 700–900 let  | –                                |
| Karlovy Vary   | Körnerův dub       | 700 let      | –                                |
| Kladno         | Svatováclavský dub | 700–1100 let | -                                |
| Most           | Albrechtický dub   | 800–1000 let | zanikl 5. srpna 1993             |
| Náchod         | Šrůtkova lípa      | 500 let      | –                                |
| Pardubice      | Katastrální dub    | 400–600 let  | –                                |

## Obvod kmene
Obvod kmene je jedním z ukazatelů věku památného stromu. Nejvyšších hodnot dosahují lípy a duby. Zvlášť vysokých hodnot dosahují obvody lip, které vznikly srůstem výmladků/kmenů z kmene původního, který se již rozpadl. Setkáváme se i s případy, kdy je současně naměřený obvod stejný nebo nižší, než obvod naměřený před řadou let. To je obvyklé u stromů, kde z původního kmene zbylo jen torzo, z něhož vyrůstají kmeny nové (např. Cisterciácká lípa), případně u stromů, kde došlo k vylomení části srostlice, která kmen tvořila (např. Tatrovická lípa), nebo u stromů silně poškozených bleskem (např. Běleňská lípa).
Také je třeba brát v úvahu, že dřívější měření nebylo příliš jednotné. Měřilo se buďto u země, případně v 50 centimetrech výšky, nebo v tzv. prsní výšce, která nejlépe odpovídá současné výčetní výšce 130 cm.
Živé památné stromy s aktuálním obvodem přes 850 cm

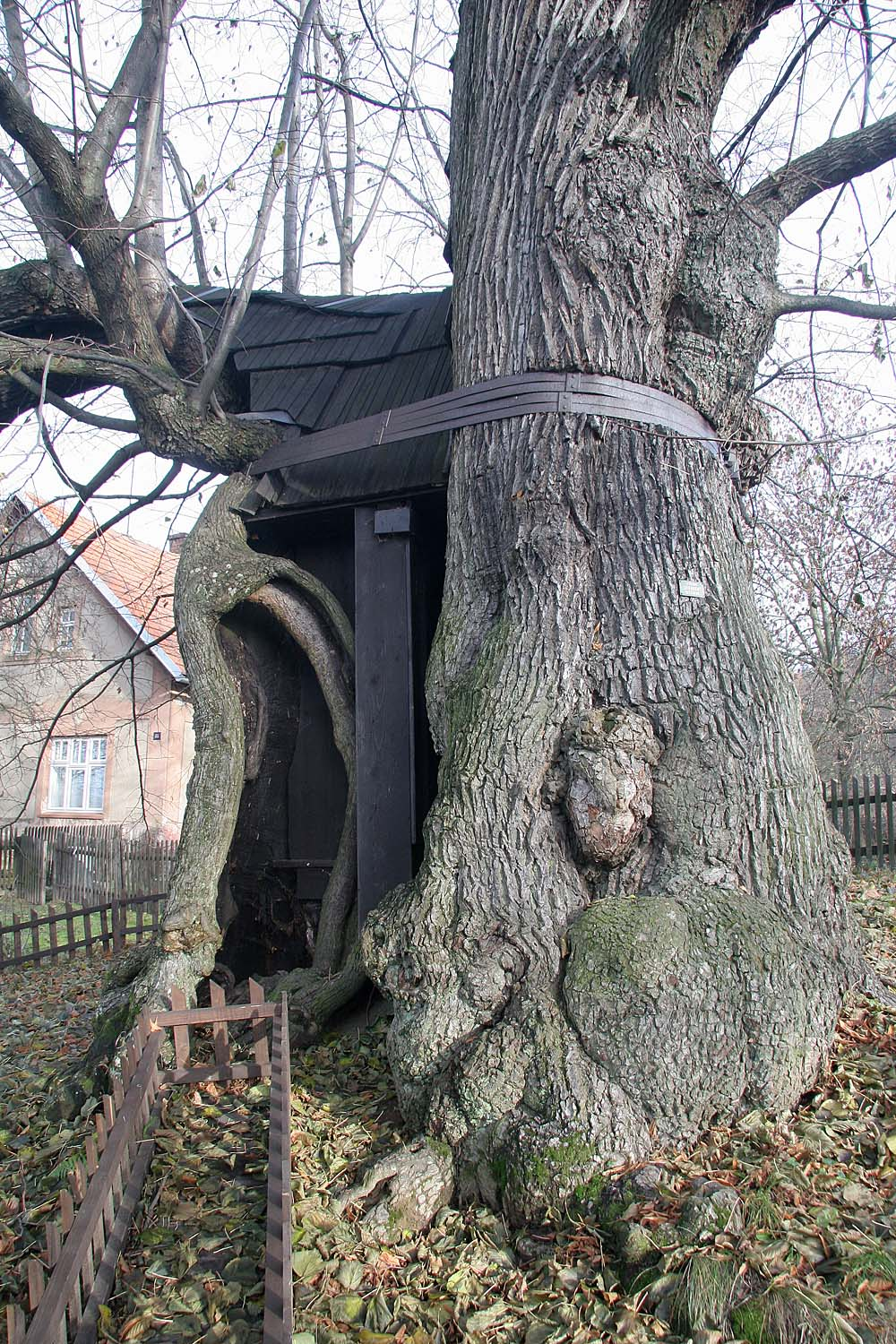
Klokočovská lípa (obvod 890 cm)

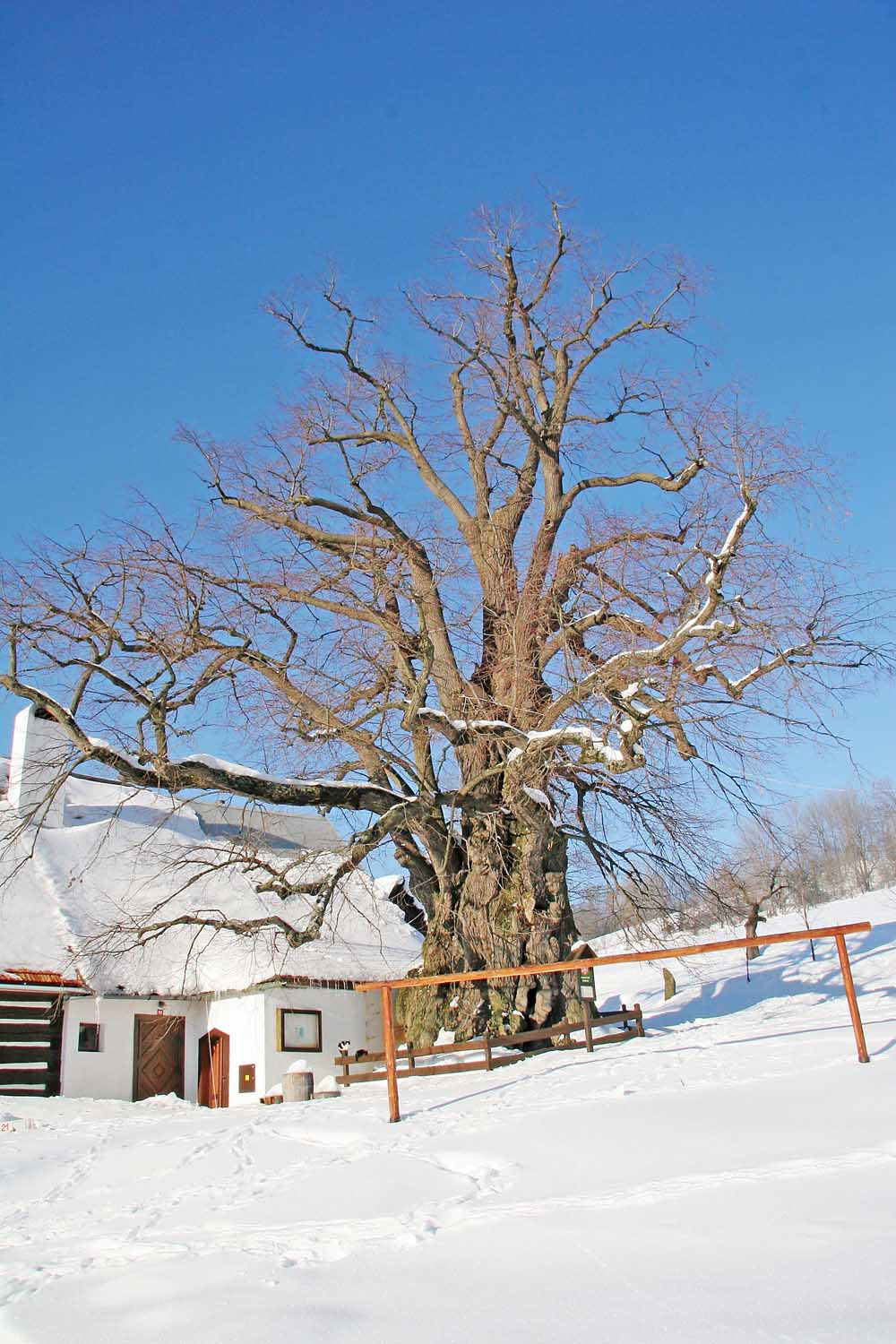
Lukasova lípa (obvod 1161 cm)

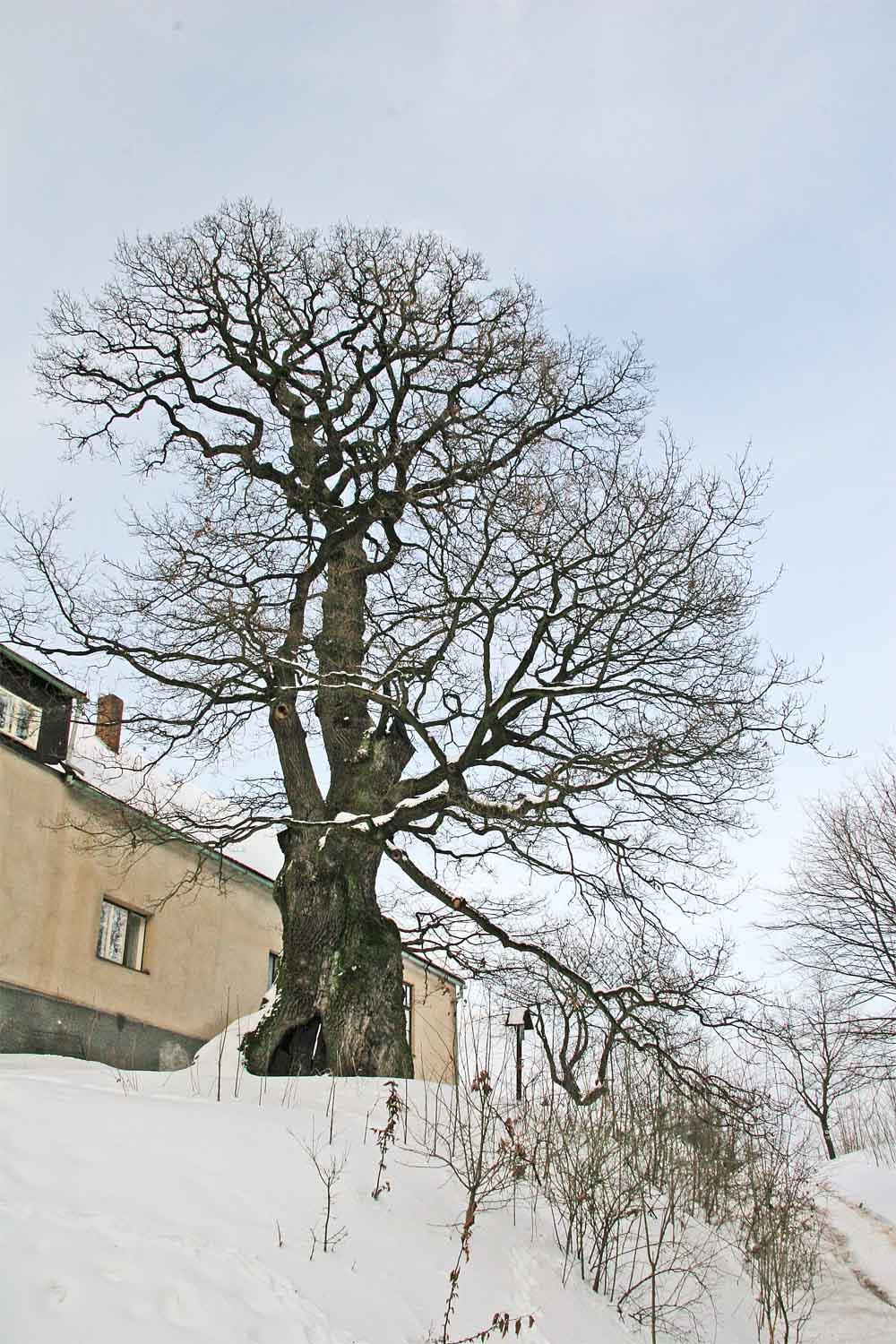
Žižkův dub v Podhradí u Lichnice (obvod 900 cm)

| název stromu         | obvod   | poznámka            |
| -------------------- | ------- | ------------------- |
| Vejdova lípa         | 1259 cm | zř. srostlice kmenů |
| Sudslavická lípa     | 1180 cm | –                   |
| Lukasova lípa        | 1170 cm | –                   |
| Tatrovická lípa      | 1122 cm | –                   |
| Litenčický jasan     | 1030 cm | u země              |
| Žižkův dub v Náměšti | 1010 cm | –                   |
| Kotelská lípa        | 970 cm  | –                   |
| Husova lípa          | 957 cm  | –                   |
| Janovská lípa        | 955 cm  | –                   |
| Opatovická lípa      | 953 cm  | –                   |
| Dolní Popovská lípa  | 943 cm  | –                   |
| Tatobitská lípa      | 940 cm  | –                   |
| Lípa v Řetové        | 940 cm  | –                   |
| Maškovická lípa      | 933 cm  | –                   |
| Hadí královna        | 927 cm  | zř. srostlice kmenů |
| Praskoleská lípa     | 927 cm  | –                   |
| Hroznatova lípa      | 910 cm  | –                   |
| Mladějovická lípa    | 905 cm  | –                   |
| Lipový dvůr (Benkov) | 903 cm  | –                   |

| název stromu           | obvod  | poznámka          |
| ---------------------- | ------ | ----------------- |
| Bratrská lípa          | 900 cm | –                 |
| Petrohradský dub       | 900 cm | –                 |
| Žižkův dub v Podhradí  | 900 cm | –                 |
| Dub za Velkou Houkvicí | 893 cm | významný strom    |
| Lípa v Kuklíku         | 893 cm | Chobotský dvůr    |
| Lípa na Babí           | 890 cm | zřejmě již torzo? |
| Klokočovská lípa       | 890 cm | –                 |
| Körnerův dub           | 887 cm | –                 |
| Sedloňovská lípa       | 885 cm | –                 |
| Horní Popovská lípa    | 881 cm | –                 |
| Svatováclavský dub     | 880 cm | –                 |
| Vlásenická lípa        | 872 cm | –                 |
| Lípa v Lipce           | 870 cm | –                 |
| Lípa v Knapovci        | 870 cm | –                 |
| Tománkova lípa         | 870 cm | –                 |
| Lípa v Jablonečku      | 857 cm | –                 |
| Veledub                | 851 cm | –                 |
| Lípa u Zelených        | 850 cm | –                 |

### Zaniklé a poškozené památné stromy, které maximálního obvodu dosáhly v minulosti
| název stromu                   | obvod       | poznámka                 |
| ------------------------------ | ----------- | ------------------------ |
| Zádubská lípa                  | 2900 cm ³)  | kolem roku 1820          |
| Tatrovická lípa                | 1650 cm ¹)  | od r. 1997 do 1122 cm    |
| Pardubický topol               | >1600 cm ³) | jiný zdroj: 860 cm       |
| Lochovický topol               | 1571 cm ³)  | zničen vichřicí 1905     |
| Bzenecká lípa                  | 1400 cm ¹)  | od poč.20 st. bez kmene  |
| Lípa ve Velké Losenici         | 1256 cm ³)  | –                        |
| Běleňská lípa                  | 1250 cm ¹)  | od r. 1951 do 570 cm     |
| Dub v Žehušické oboře          | 1236 cm ¹)  | –                        |
| Stříbrný topol (Velké Němčice) | 1125 cm ³)  | příp. 973 cm, padl 1904  |
| Goethův dub                    | 1040 cm ²)  | zr. 27.8.1999, torzo     |
| Malovarský topol               | 1038 cm ³)  | zaniklý, v 50 cm         |
| Lhotecká lípa                  | 1010 cm ¹)  | nyní jen 600 cm          |
| Albrechtický dub               | 990 cm ³)   | zanikl v srpnu 1993      |
| Lípa v Křemenité               | 946 cm ³)   | zrušena 18.2.1993        |
| Ujkovický dub                  | 910 cm ¹)   | ± od r. 2000 jen 800 cm  |
| Kapistránská lípa              | 900 cm ¹)   | zmlazené torzo           |
| Ctiborův dub                   | 900 cm ²)   | již jen torzo            |
| Choltický dub                  | 855 cm ²)   | uschnul asi v 90. letech |
| Jemčinská lípa                 | 850 cm ¹)   | zruš. 13. 1. 2010        |

¹) strom žije, ale obvod jeho kmene klesl vlivem poškození v minulosti, nebo již původní kmen nemá
²) strom je ve stavu mrtvého torza
³) strom zanikl, nezůstalo již ani torzo

### Nejmohutnější památné stromy podle okresů
| okres               | název stromu              | obvod   | poznámka                         |
| ------------------- | ------------------------- | ------- | -------------------------------- |
| Benešov             | Jestřebická lípa          | 901 cm  | –                                |
| Beroun              | Lípa pod Krušnou horou    | 670 cm  | –                                |
| Blansko             | Opatovická lípa           | 1000 cm | kmen již není celistvý           |
| Blansko             | Lysický buk               | 534 cm  | –                                |
| Brno-město          | Platan za st. klinikou    | 610 cm  | –                                |
| Brno-venkov         | Buk u Tetčic              | 558 cm  | –                                |
| Bruntál             | Janovská lípa             | 955 cm  | –                                |
| Břeclav             | Knížecí dub               | 795 cm  | –                                |
| Česká Lípa          | Lípa v Jablonečku         | 857 cm  | –                                |
| České Budějovice    | Lípa Jana Gurreho         | 760 cm  | –                                |
| Český Krumlov       | Lípa na Babí              | 900 cm  | kmen již není celistvý           |
| Český Krumlov       | Záhořská lípa             | 810 cm  | –                                |
| Děčín               | Varnsdorfský topol černý  | 690 cm  | –                                |
| Domažlice           | Poběžovická lípa          | 785 cm  | –                                |
| Frýdek-Místek       | Hrádecká lípa             | 680 cm  | –                                |
| Havlíčkův Brod      | Klokočovská lípa          | 890 cm  | –                                |
| Hodonín             | Bzenecká lípa             | 1650 cm | kmen již není celistvý           |
| Hodonín             | Hýselský jasan            | 630 cm  | –                                |
| Hradec Králové      | Popovický dub             | 823 cm  | –                                |
| Praha               | Platan na Karlově náměstí | 795 cm  | měřeno u země                    |
| Praha               | Dub Karel                 | 710 cm  | –                                |
| Cheb                | Hroznatova lípa           | 910 cm  | –                                |
| Chomutov            | Žeberská lípa             | 770 cm  | nevyhlášená                      |
| Chomutov            | Mikulovická lípa          | 766 cm  | –                                |
| Chrudim             | Žižkův dub                | 922 cm  | –                                |
| Jablonec nad Nisou  | Lípa v Bahništích         | 680 cm  | skácena roku 2004                |
| Jablonec nad Nisou  | Lhotecká lípa             | 600 cm  | 1060 cm v roce 1900              |
| Jablonec nad Nisou  | Lípa v Jílové u Držkova   | 610 cm  | –                                |
| Jeseník             | Lípa na kolonádě          | 645 cm  | –                                |
| Jičín               | Semtinská lípa            | 800 cm  | zanikla roku 2000                |
| Jičín               | Platan v Kamenici         | 737 cm  | –                                |
| Jihlava             | Praskoleská lípa          | 927 cm  | –                                |
| Jindřichův Hradec   | Veledub                   | 850 cm  | –                                |
| Karlovy Vary        | Dolní Popovská lípa       | 952 cm  | kmen již není celistvý           |
| Karlovy Vary        | Horní Popovská lípa       | 910 cm  | –                                |
| Karviná             | Marklovický dub           | 520 cm  | vyvrácen roku 2008               |
| Karviná             | Dub u Sušanky             | 560 cm  | –                                |
| Kladno              | Svatováclavský dub        | 880 cm  | –                                |
| Klatovy             | Lípa u Zelených           | 850 cm  | –                                |
| Kolín               | Konárovický topol         | 800 cm  | –                                |
| Kroměříž            | Ctiborův dub              | 900 cm  | odumřel roku 2009                |
| Kroměříž            | Litenčický jasan          | 660 cm  | obvod u země 1030 cm             |
| Kutná Hora          | Dub v Žehušické oboře     | 1236 cm | rozlomen roku 1973               |
| Kutná Hora          | Lípa u Horky              | 785 cm  | –                                |
| Liberec             | Klen u Kotků              | 665 cm  | –                                |
| Litoměřice          | Lípa ve Lhotě             | 720 cm  | –                                |
| Louny               | Goethův dub               | 1040 cm | zanikl v 90. letech 20. století  |
| Louny               | Petrohradský dub          | 900 cm  | –                                |
| Mělník              | Hořínský dub              | 786 cm  | –                                |
| Mladá Boleslav      | Ujkovický dub             | 800 cm  | v minulosti 910 cm               |
| Mladá Boleslav      | Boseňská lípa             | 800 cm  | –                                |
| Most                | Albrechtický dub          | 1083 cm | zanikl roku 1993                 |
| Most                | Lípa v Luži               | 486 cm  | –                                |
| Náchod              | Lípa v Borové             | 700 cm  | –                                |
| Nový Jičín          | Bartošovický platan       | 842 cm  | –                                |
| Nymburk             | Topol v Poděbradech       | 622 cm  | –                                |
| Olomouc             | Mladějovická lípa         | 888 cm  | –                                |
| Opava               | Lípa ve Vítkově           | 730 cm  | –                                |
| Ostrava             | Stříbrný javor            | 670 cm  | skácen roku 2004                 |
| Ostrava             | Jasan v Třebovickém parku | 619 cm  | –                                |
| Pardubice           | Choltický dub             | 855 cm  | uschnul v 90. letech 20. století |
| Pardubice           | Dub u Valů                | 740 cm  | padnul roku 2003                 |
| Pardubice           | Dub u choltického zámku   | 675 cm  | –                                |
| Pelhřimov           | Jiřická lípa              | 828 cm  | –                                |
| Písek               | Albrechtická lípa         | 657 cm  | [ 5 ]                            |
| Plzeň-jih           | Lípa u Gigantu            | 701 cm  | –                                |
| Plzeň-město         | Körnerův dub              | 765 cm  | –                                |
| Plzeň-sever         | Lomanský dub              | 744 cm  | –                                |
| Praha-východ        | Žižkův dub                | 692 cm  | –                                |
| Praha-západ         | Tachlovická vrba          | 665 cm  | –                                |
| Prachatice          | Sudslavická lípa          | 1180 cm | –                                |
| Prostějov           | Dobrochovská lípa         | 595 cm  | –                                |
| Přerov              | Robotní lípa              | 813 cm  | –                                |
| Příbram             | Lípa Johanky z Rožmitálu  | 814 cm  | –                                |
| Rakovník            | Dub u Kouřimecké rybárny  | 664 cm  | –                                |
| Rokycany            | Laiblova lípa             | 675 cm  | –                                |
| Rychnov nad Kněžnou | Sedloňovská lípa          | 885 cm  | –                                |
| Semily              | Tatobitská lípa           | 940 cm  | –                                |
| Sokolov             | Tatrovická lípa           | 1122 cm | do roku 1997 1650 cm             |
| Strakonice          | Mladějovický dub          | 690 cm  | –                                |
| Svitavy             | Lukasova lípa             | 1170 cm | –                                |
| Šumperk             | Lípa u Ztraceného potoka  | 843 cm  | –                                |
| Tábor               | Holubova lípa             | 872 cm  | –                                |
| Tachov              | Mílovská lípa             | 714 cm  | –                                |
| Teplice             | Lípa ve Střelné           | 450 cm  | –                                |
| Trutnov             | Dub u Bílých Políčan      | 640 cm  | –                                |
| Třebíč              | Žižkův dub                | 1010 cm | –                                |
| Uherské Hradiště    | Topol u Volenova          | 690 cm  | –                                |
| Ústí nad Labem      | Maškovická lípa           | 933 cm  | –                                |
| Ústí nad Orlicí     | Vejdova lípa              | 1259 cm | –                                |
| Vsetín              | Kobzova lípa              | 740 cm  | –                                |
| Vyškov              | Bohdalická lípa           | 572 cm  | –                                |
| Zlín                | Kaňovická lípa            | 525 cm  | –                                |
| Zlín                | Valdštejnův dub           | 525 cm  | –                                |
| Znojmo              | Dub u Stanůvky            | 535 cm  | –                                |
| Žďár nad Sázavou    | Lípa v Kuklíku            | 893 cm  | –                                |

### Nejmohutnější památné stromy podle druhů
| druh                | název stromu                    | obvod   | poznámka             |
| ------------------- | ------------------------------- | ------- | -------------------- |
| lípa velkolistá     | Vejdova lípa                    | 1259 cm | –                    |
| lípa malolistá      | Tatrovická lípa                 | 1122 cm | –                    |
| jasan úzkolistý     | Litenčický jasan                | 1030 cm | –                    |
| dub letní           | Žižkův dub (Náměšť nad Oslavou) | 1010 cm | –                    |
| javor klen          | Velký javor                     | 830 cm  | –                    |
| topol černý         | Konárovický topol               | 800 cm  | –                    |
| platan javorolistý  | Bartošovický platan             | 842 cm  | –                    |
| topol bílý          | Linda Na brodech (Lenešice)     | 715 cm  | –                    |
| buk lesní           | Buk v Boučí                     | 700 cm  | –                    |
| modřín opadavý      | Modřín u Petrovic               | 683 cm  | –                    |
| kaštanovník setý    | Chomutovská kaštanka            | 670 cm  | –                    |
| sekvojovec obrovský | Sekvojovec v Chabaních          | 612 cm  | –                    |
| ořešák černý        | Ořešák v Kvasicích              | 611 cm  | –                    |
| douglaska tisolistá | Douglaska na Třech trubkách     | 605 cm  | –                    |
| jírovec maďal       | Kaštan v Nové Vsi               | 577 cm  | –                    |
| javor stříbrný      | Javor pod Zelenou Horou         | 523 cm  | v roce 2010 vyvrácen |
| smrk ztepilý        | Sychravův smrk                  | 490 cm  | –                    |
| borovice lesní      | Lomská borovice                 | 479 cm  | –                    |
| tis červený         | Tis v Krompachu                 | 465 cm  | –                    |
| jedle bělokorá      | Jedle Vévodkyně                 | 450 cm  | –                    |
| hrušeň obecná       | Pastýřova hruška                | 435 cm  | –                    |
| borovice černá      | Černá dáma                      | 416 cm  | –                    |
| jinan dvoulaločný   | Mendelův jinan                  | 410 cm  | –                    |
| hrušeň planá        | Hrušeň u Vápna                  | 380 cm  | –                    |
| borovice vejmutovka | Vejmutovka ve Veltruském parku  | 376 cm  | –                    |
| borovice Jeffreyova | Borovice Jeffreyova v Perneku   | 270 cm  | –                    |
| borovice rumelská   | Borovice rumelská v Kraslicích  | 264 cm  | –                    |

## Výška
Mezi nejvyšší památné stromy patří většinou smrky, případně jedle a modříny. Duby a lípy, které dominují stářím a mohutností, dosahují výšky nad 35 m jen výjimečně.
Památné stromy dosahující min. 45 m výšky
| název stromu              | výška | poznámka       |
| ------------------------- | ----- | -------------- |
| Fremuthova jedle          | 51 m  | -              |
| Jedle v lázeňském parku   | 49 m  | –              |
| Vysoký smrk v Nancy       | 49 m  | –              |
| Smrk u Dobrouče           | 48 m  | –              |
| Ambrožův smrk             | 48 m  | –              |
| Nový Nancin smrk          | 48 m  | –              |
| Troják u Habrůvky         | 47 m  | modřín opadavý |
| Vysoký smrk pod Favoritem | 47 m  | –              |
| Smrk pod Sochovou         | 47 m  | –              |
| Hraniční smrk             | 47 m  | –              |

| název stromu             | výška | poznámka |
| ------------------------ | ----- | -------- |
| Jedle pod skálou v Nancy | 46 m  | –        |
| Smrk v Provazní rokli    | 46 m  | –        |
| Smrk na Šumperku         | 45 m  | –        |
| Jedle pod Čerňavou       | 45 m  | –        |
| Smrk na Oslavě           | 45 m  | –        |
| Smrk pod Hartenberkem    | 45 m  | –        |
| Pěnčický smrk            | 45 m  | –        |
| Kukaččí smrk             | 45 m  | –        |
| Smrky u Otova Dvora      | 45 m  | –        |
| Nevoralova lípa          | 45 m  | –        |

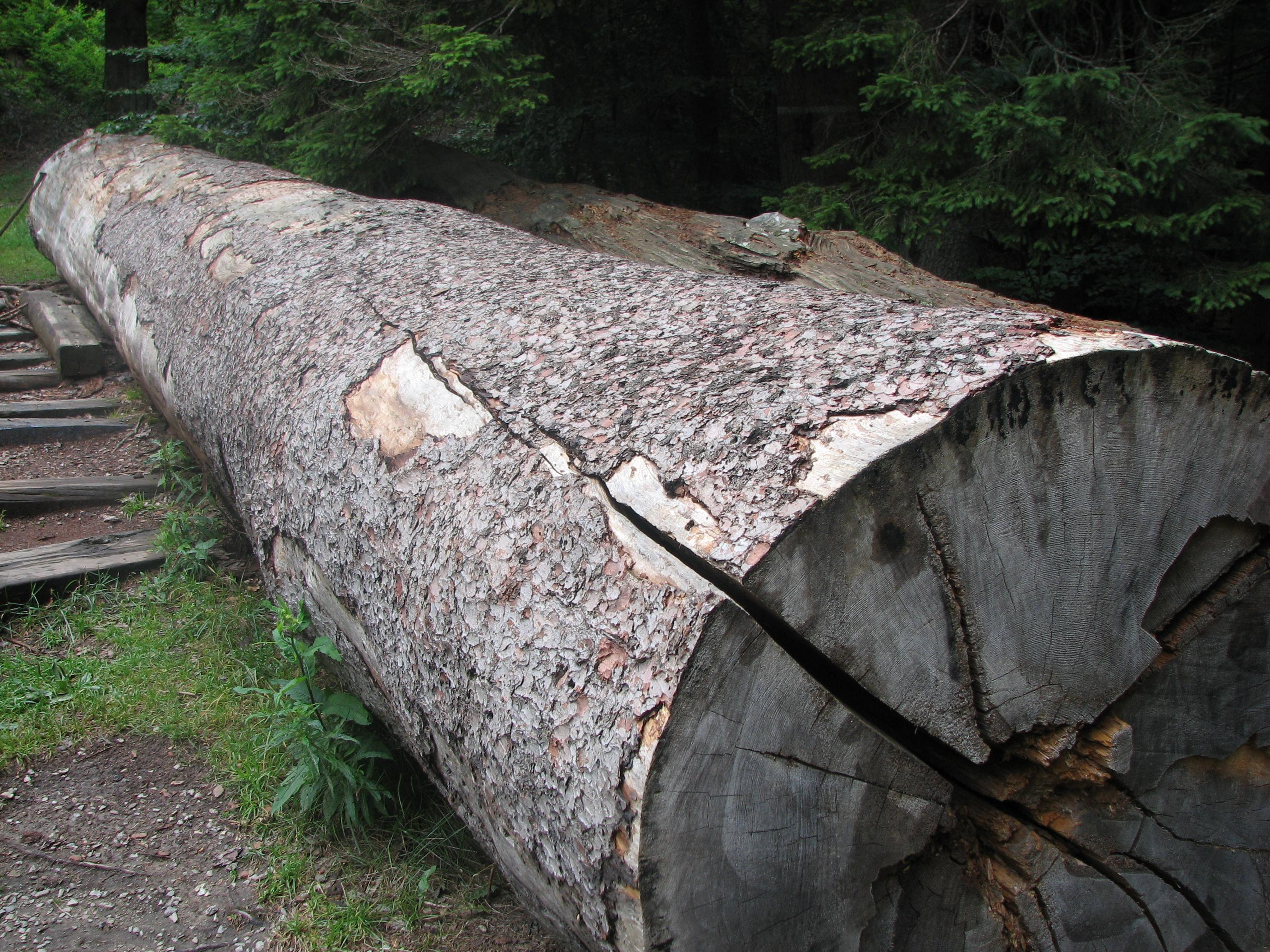
Vidlicový smrk, torzo (původní výška 57 m)

Za zmínku stojí jistě i Těptínský smrk (58 m, padl zřejmě 25. 6. 2008), smrk Král Šumavy (57,6 m, uschnul r. 1969), smrk Nástupce krále (57 m v r. 1981, zničen kůrovcem r. 2004) a Vidlicový smrk (57 m, uschnul r. 2004), které sice nebyly vyhlášeny jako památné, ale mnohé byly chráněné. Případně „historické“ stromy jako Želnavský smrk (68,9 m, pokácen 1864), Chadtův smrk (57 m, pokácen 1882) a Křížový smrk (57,7 m, pokácen jako suchý 1895). Nejvyšším stromem v ČR je douglaska tisolistá rostoucí u Návarova (Vlastiboře) na Jablonecku, která v roce 2024 dosáhla výšky 66,72 metru.